# Коренёвка (станция)

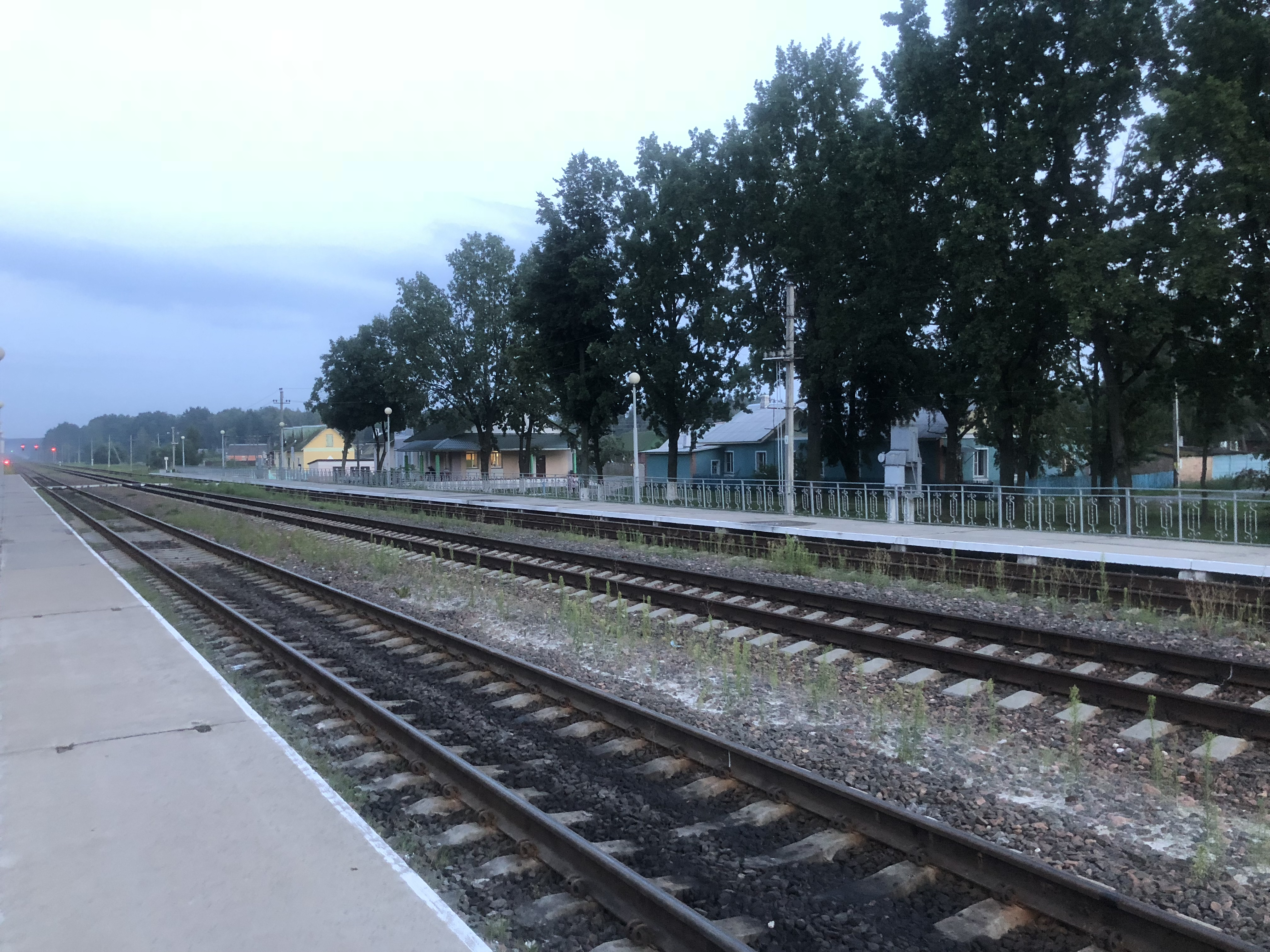
Железнодорожная станция, июль 2018 года

Коренёвка — железнодорожная станция Гомельского отделения Белорусской железной дороги, на линии Гомель — Тереховка.
Станция расположена на окраине одноимённого посёлка. На станции останавливается несколько электричек в день, следующих из Гомеля до платформ Куток (деревня Николаевка) и Круговец (деревни Ленино и Круговец-Калинино).